# Nielsen Audio
Nielsen Audio (anciennement Arbitron) est une société d'études de consommation aux États-Unis qui collecte des données sur les auditeurs des émissions de radio. Elle a été fondée sous le nom d' American Research Bureau par Jim Seiler en 1949 et est devenue nationale en fusionnant avec Coffin, Cooper et Clay, basée à Los Angeles, au début des années 1950. L'activité initiale de la société était la collecte de données d'audience pour la télévision.
La société a changé son nom pour Arbitron au milieu des années 1960.